# Presbiterianismo em Mato Grosso
O Presbiterianismo é a terceira maior família denominacional protestante histórica no Estado de Mato Grosso (atrás dos batistas e adventistas ), correspondendo a 0,93% da população do Estado. Sendo assim, é o Estado com o terceiro maior percentual de presbiterianos no país.

## História
O Presbiterianismo chegou a Mato Grosso em 1913 com a vinda do tropeiro Antônio Dias dos Santos junto com o missionário Rev. Franklin Graham, sendo recebidos pelo Sr. João Pedro Dias (dono da Companhia Telefônica de Cuiabá). Os missionários informaram grande interesse no Estado de Mato Grosso na sua visita pela amplitude da liberdade religiosa na região e o valor dado pela cultura local à educação.
Após sua visita a Cuiabá, o Rev. Frankin Graham visitou as cidades de Rosário Oeste, Diamantina, Barra do Bugres, Vila da Chapada, Fazenda do Buriti, Poconé, Cáceres (Mato Grosso) e São Roque Em 1914 foi iniciada uma congregação com 15 membros com o apoio de João Pedro Dias, que posteriormente seria organizada como a primeira igreja presbiteriana de Cuiabá.
Em 1915 a Missão Presbiteriana do Sul enviou o Rev. Philip Landes que lecionou no Colégio Liceu Cuiabano e popularizou o protestantismo participando de debates com Dom Aquino Corrêa mediado pelos jornais A Cruz (católico) ePena Evangélica (presbiteriano).
Em 1919 chegaram a Cuiabá os Reverendos: Adão Martin e Nettie Martin, enviado pela Missão Sul, que trabalharam na plantação de igrejas. Em 12 de outubro de 1920 foi organizada a Primeira Igreja Presbiteriana de Cuiabá e desde então várias igrejas foram plantadas em diversos municípios do Estado. Em 1923 foi fundada a Escola Evangélica Buriti, sucessora da Escola Americana que foi o modelo para o trabalho educacional presbiteriano no Estado, funcionando até 2003.
A Missão Leste da Igreja Presbiteriana nos Estados Unidos trabalhou na região de Dourados, onde foi organizada a primeira igreja presbiteriana do município em 1951 e um trabalho de evangelização de indígenas, que originou posteriormente a Missão Evangélica Caiuá. Em 1964 foi organizada a Segunda Igreja Presbiteriana de Cuiabá e em 1969, quase 10 anos após a organização do Presbitério de Cuiabá, foi organizado o Presbitério de Campo Grande.

## Igreja Presbiteriana do Brasil

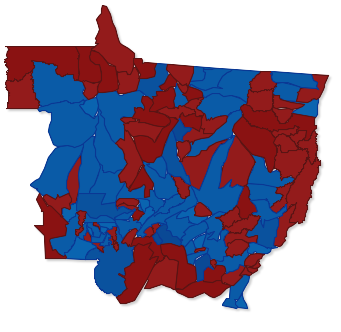
Municipios com igrejas federadas a Igreja Presbiteriana do Brasil em Mato Grosso

A Igreja Presbiteriana do Brasil (IPB) é a maior denominação presbiteriana em Mato Grosso com cerca de 80 igrejas e congregações.
Tem atualmente no Estado, 2 de seus sínodos, o Sínodo Matogrossense e o Sínodo Centro América que juntos abrangem todo o Estado.
A IPB e suas igrejas federadas operam cerca de 13 escolas em Mato Grosso além do Instituto Bíblico Reverendo Augusto Araujo. Uma de suas instituições de ensino mais reconhecidas no Estado é o Instituo Presbiteriana de Educação Simonton que homenageia o fundador da Igreja Presbiteriana do Brasil

A Junta de Missões Nacionais trabalha com missões em Mato Grosso nos municípios de: Itanhangá, Jurema, Nova Bandeirantes, Nova Monte Verde, São José dos Quatro Marcos, Tapurah, Cotriguaçu, Nova Canaã do Norte, Poconé e Porto dos Gaúchos.

## Igreja Presbiteriana Independente do Brasil
A Igreja Presbiteriana Independente do Brasil tem igrejas em Mato Grosso, formando um presbitério no Estado, jurisdicionado ao Sínodo Brasil Central.

## Igreja Presbiteriana Conservadora do Brasil
A primeira igreja vinculada a Igreja Presbiteriana Conservadora do Brasil (IPCB) no Mato Grosso foi organizada em 11 de dezembro de 2005, no Município de Barra do Garças. Todavia, a referida igreja foi dissolvida, devido a migração da maioria de seus membros para outras localidades.
A reintrodução da IPCB no Mato Grosso ocorreu em 11 julho de 2021, quando foi estabelecida uma congregação presbiterial em Matupá, pelo Presbitério Centro Sul da IPCB.
Em 2023, a Igreja Nova Canaã, em Castanheira, uma igreja independente de tradição reformada, fundada em 2015, pelo Rev. Vivaldo da Silva Melo, foi recebida como congregação da IPCB. Desde então a igreja passou a se chamar Igreja Presbiteriana Conservadora de Castanheira.

## Outras denominações presbiterianas
A Igreja Presbiteriana Fundamentalista do Brasil e Igreja Presbiteriana Unida do Brasil, não têm igrejas federadas em Mato Grosso.